# Любеня (Підкарпатське воєводство)
Любеня (пол. Lubenia) — село в Польщі, у гміні Любеня Ряшівського повіту Підкарпатського воєводства.
Населення — 2446 осіб (2011).
У 1975-1998 роках село належало до Ряшівського воєводства.

## Історія
Після захоплення Галичини поляками городу з давньоукраїнською назвою Любина було надане магдебурзьке право королем Казимиром Великим у 1359 р. Первісне русинське населення внаслідок закладення римокатолицької парафії златинізувалось і спольщилось, тільки залишились українські прізвища.

## Демографія
Демографічна структура станом на 31 березня 2011 року:
|          | Загалом | Допрацездатний вік | Працездатний вік | Постпрацездатний вік |
| -------- | ------- | ------------------ | ---------------- | -------------------- |
| Чоловіки | 1193    | 242                | 805              | 146                  |
| Жінки    | 1253    | 248                | 693              | 312                  |
| Разом    | 2446    | 490                | 1498             | 458                  |